# Max von Gomperz
Max Israel Gomperz od roku 1879 rytíř von Gomperz (1. března 1822, Brno - 7. listopadu 1913, Vídeň) byl rakouský průmyslník a bankéř. Pocházel z vlivné židovské rodiny Gomperzů. Byl velkým mecenášem umění, zejména českého malíře Emila Orlika.

## Život

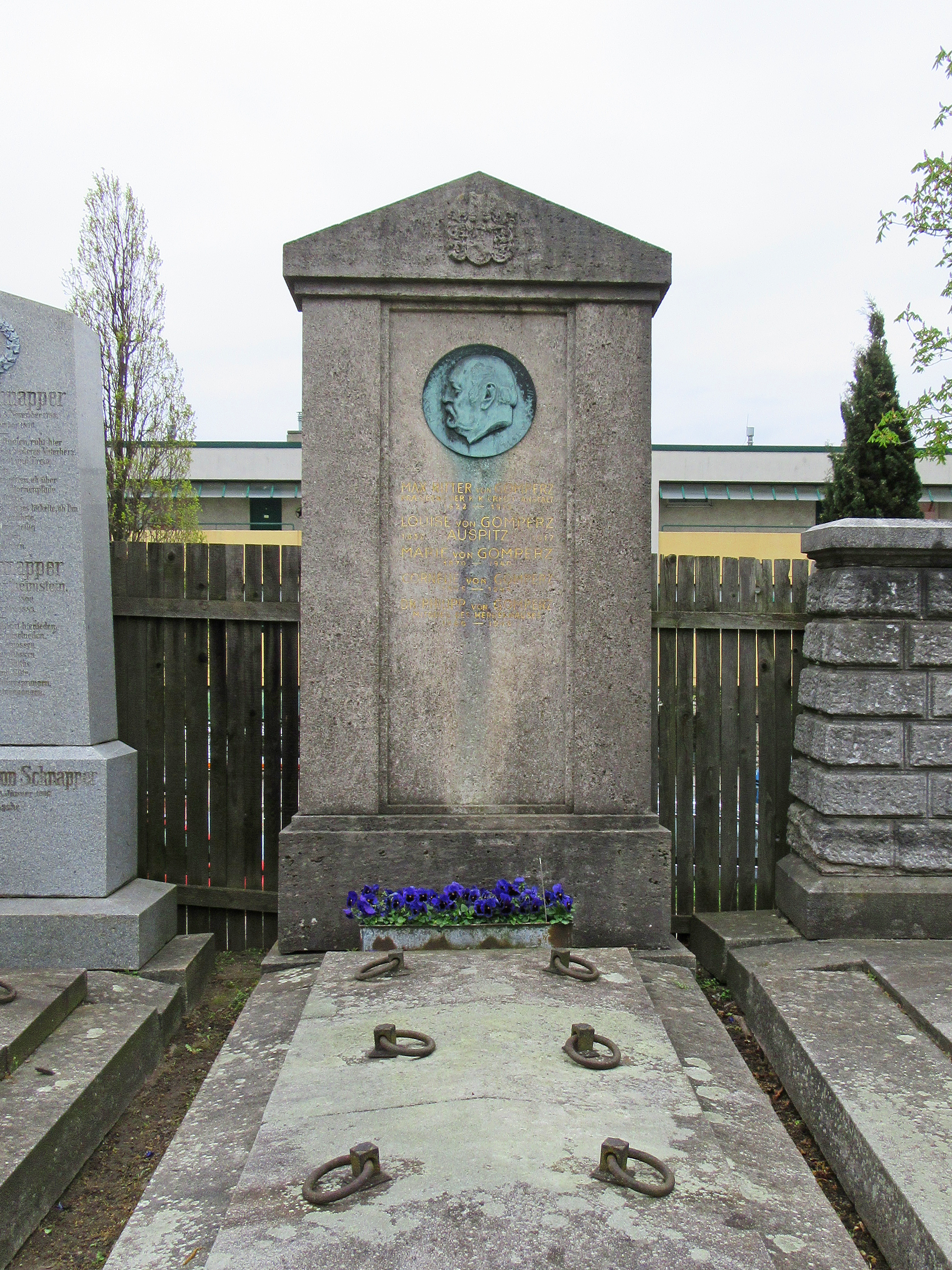
Hrob Maxe von Gomperze a jeho rodiny v Döblinger Friedhof

Narodil se v Brně jako syn židovského továrníka Philippa Josuy Feibelmana Gomperze (1782-1857) a jeho manželky Henriette Gomperzové, rozené Auspitzové (1792-1881). Jeho sourozenci byli Josephine Gomperzová, provdaná von Wertheimstein (1820–1894), Julius von Gomperz (1823-1909), Theodor Gomperz (1832-1912) a Sophie Gomperzová (1825-1895), provdaná za bankéře Eduarda von Todesco.
Za manželku měl svou sestřenici Louise Auspitz (1832-1917). Pokračovatelem rodu byl syn Philipp II. Gomperz (1860–1948), dcera Rosa (1861–1956) se provdala za diplomata Gastona Carlina (1859–1922), dlouholetého švýcarského vyslance ve Velké Británii.
Po studiích si doplnil znalosti pobytem ve Francii a od roku 1839 se věnoval výrobě sukna. Na základě zkušeností ze západní Evropy založil v roce 1851 školu pro řemeslníky, první svého druhu v Rakousku. V roce 1850 spolu se svým bratrem Juliem založil a vedl továrnu L. Auspitz Enkel na výrobu jemného sukna a vlněného zboží. V roce 1854 přenesli výrobu do nově postaveného továrního komplexu v dnešní Václavské ulici v Brně. V roce 1858 přesídlil do Vídně, kde pracoval jako bankéř a průmyslník v oblasti cukrovarnictví. Dlouhá léta se angažoval v obchodní bance Creditanstalt, nejprve vedl její brněnskou pobočku (1857), od roku 1860 byl členem správní rady a nakonec v letech 1896–1913 prezidentem společnosti. Zároveň byl podílníkem rodinné banky Philipp Gomperz Wien. Dále byl prezidentem správní rady České západní dráhy a zasedal také ve vedení Pražské železářské společnosti.
V roce 1872 se stal předsedou Židovské obce v Brně.
Na základě účasti brněnských textilních podniků na světové výstavě v Paříži (1867) obdržel Řád železné koruny III. třídy, což jej opravňovalo požádat o povýšení do šlechtického stavu. Tohoto nároku využil až o deset let později a v roce 1877 byl povýšen do rytířského stavu s přídomkem von Gomperz.
Kromě podnikání se stal také velkostatkářem na Moravě. V roce 1876 spolu s bratrem Juliem koupil velkostatek Habrovany-Hlubočany s rozlohou 780 hektarů půdy a zámkem v Habrovanech. Svého podílu se Max vzdal v roce 1883 a v roce 1885 se synem Philippem koupil za 590 000 zlatých velkostatek Oslavany s rozlohou 1 722 hetarů půdy  V Oslavanech provozovali Gomperzové cukrovar a další průmyslové podniky, zemědělské hospodaření prošlo proměnou zrušením vinohradů a přechodu na pěstování obilí. Důležitou součástí ekonomiky velkostatku byla těžba dřeva. Na zámku v Oslavanech došlo jen k drobným stavebním úpravám, velká pozornost byla ale věnována zámeckému parku, kde byly vysázeny vzácné dřeviny a zřízeno alpinum. Své poloviny na velkostatku Oslavany se Max vzdal v roce 1911 ve prospěch syna Philippa.

## Vyznamenání
- Komturský kříž řádu Františka Josefa (1873)
- Rytíř řádu Železné koruny (1867)
- Důstojník francouzské Čestné legie (Officier de la Légion d'Honneur)
- Čestný prezident c. k. soukromého obchodního úvěrového institutu